# Hildeward (Naumburg-Zeitz)
Hildeward († 3. August 1030) war von 1003 bis 1030 der vierte Bischof des Bistums Zeitz. Unter Hildeward wurde der Bischofssitz von Zeitz nach Naumburg verlegt.

## Leben

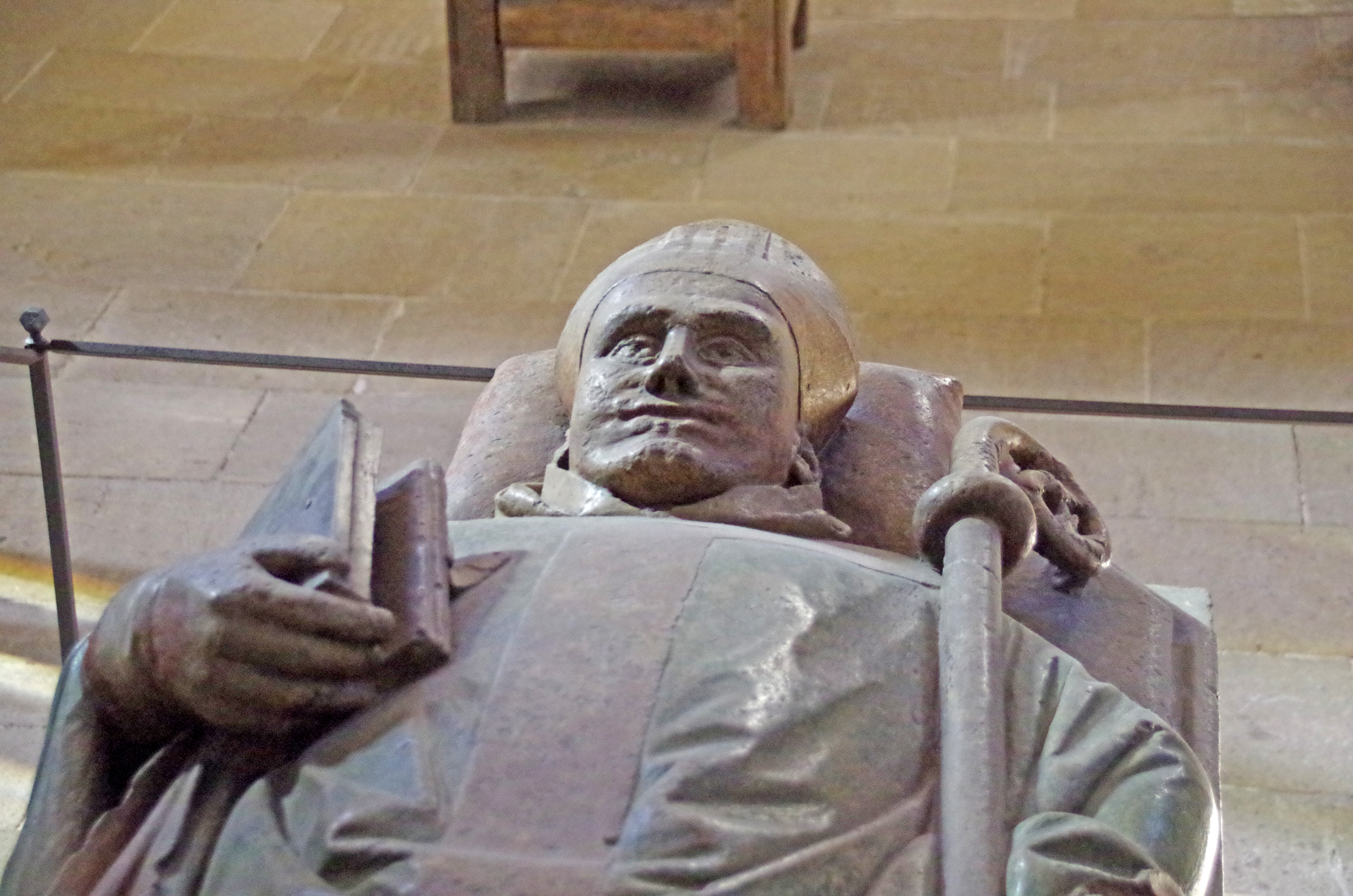
Naumburger Dom, Liegegrabmal von Bischof Hildeward im Ostchor

Die Herkunft Hildewards ist unbekannt. Die Zuordnung Hildewards als Grafen von Gleißenberg oder von Schwarzburg, die z. B. Petrus Albinus vornahm, lässt sich in älteren Schriften nicht belegen.
Giselher von Magdeburg weihte ihn 1003 zum Bischof des Bistums Zeitz, als welcher er bereits 1004 die 981 erlangten Gebiete durch die Auflösung des Merseburger Bistums durch deren Neugründung durch Heinrich II. wieder nach Merseburg zurückgliederte.
Bei der Neugründung des Merseburger Sprengels gelangten auch die älteren, dem Zeitzer Bistum vergebenen Orte unterm Rippach und an der Saale, in Merseburger Besitz. Dafür erhielt Hildeward für das Bistum Zeitz die westlich gelegenen Dörfer Kretzschau, Greifen und Groitschen. Oft vertrat er an den Königshöfen von Heinrich II. und Konrad II. die Interessen seines Bistums.
Zudem war er zugegen, als Thietmar von Merseburg am 24. April 1009 in Neuburg an der Donau ordiniert wird, wählte und führte Waltard am 22. Juni 1012 erneut in sein Amt als Erzbischof von Magdeburg ein, und war bei dessen Tod am 12. August 1012 in Giebichenstein zugegen. Im Dezember 1015 überführte er den Leichnam von Eido I. von Leipzig nach Meißen, wo dieser beigesetzt wurde. Er weihte Humfried nach dessen Wahl zum Erzbischof in Magdeburg und beteiligte sich am 23. und 24. September 1027 am Frankfurter Konzil.
Während seiner Amtszeit ragt jedoch ein Faktum besonders hervor, das in der deutschen Kirchengeschichte einmalig zu sein scheint: Die Verlegung des Bischofssitzes 1028 von Zeitz nach Naumburg, welches auf das Betreiben Hermann I. von Meißen und Ekkehard II. von Meißen zurückzuführen ist. Daraufhin verlegte Konrad II., zum Schutz des Bischofssitzes vor den Wenden, das Bistum nach Naumburg, da der Ort bereits in der Gründungsphase als wehrhafte Gemarkung von den Ekkehardinern ausgelegt wurde.